# Not of This Earth (1957)
Not of This Earth is een Amerikaanse sciencefictionfilm uit 1957 onder regie van Roger Corman.

## Verhaal
Een ruimtewezen wordt op een missie naar de aarde gestuurd. Hij komt terecht in Californië. Daar gaat hij op zoek naar vers bloed om zijn soort van de ondergang te redden.

## Rolverdeling
| Acteur           | Personage         |
| ---------------- | ----------------- |
| Paul Birch       | Paul Johnson      |
| Beverly Garland  | Nadine Storey     |
| Morgan Jones     | Harry Sherbourne  |
| William Roerick  | Dr. F.W. Rochelle |
| Jonathan Haze    | Jeremy Perrin     |
| Dick Miller      | Joe Piper         |
| Anna Lee Carroll | Vrouw uit Davanna |
| Pat Flynn        | Simmons           |
| Barbara Bohrer   | Serveerster       |
| Roy Engel        | Brigadier Walton  |
| Tamar Cooper     | Joanne            |
| Harold Fong      | Speciman          |
| Lyle Latell      |                   |
| Gail Ganley      | Meisje            |
| Ralph Reed       | Jongen            |